# Rodrigo Guirao Díaz
Antonio Rodrigo Guirao Díaz, conegut com a Rodrigo Guirao Díaz, (Vicente López, Buenos Aires, Argentina, 18 de gener de 1980) és un actor i model argentí. A la televisió va treballar en la telenovel·la argentina Patito feo del gènere infantil-juvenil que es va emetre durant el 2007 i 2008 per Canal 13, produïda per Ideas del Sur, productora que dirigeix Marcelo Tinelli. Posteriorment va actuar en la sèrie d'Atracció x4, transmesa per Canal 13. El 2010 va participar en la sèrie italiana Terra ribelle, on va interpretar el paper d'Andrea. Un any després va protagonitzar al costat de l'actriu italiana Vittoria Puccinriei, la sèrie italiana Violetta, la qual està basada en la novel·la La Dama de les Camèlies d'Alexandre Dumas.
Als onze anys va perdre al seu pare i des d'aleshores va ser educat per la seva mare. Té dos germans, Gonzalo i Ramiro. Abans de bolcar-se per complet a l'actuació, va exercir diversos treballs com a electricista d'un negoci de videojocs, cadet, cambrer i finalment a la publicitat com a model. Va estudiar actuació al Centre Cultural San Martín i arran d'això ha seguit diversos cursos d'interpretació.

## Cinema
| Any  | Títol                 | Personatge | Notes |
| ---- | --------------------- | ---------- | ----- |
| 2013 | Un amor de pel·lícula |            |       |
| 2014 | Sólo química          | Eric Soto  |       |
| 2015 | Baires                | El Mono    |       |

## Televisió
| Any  | Títol                       | Personatge         | Cadena               | Notes    |
| ---- | --------------------------- | ------------------ | -------------------- | -------- |
| 2002 | Rebelde Way                 | Matías             | América TV y Canal 9 |          |
| 2005 | Paraíso rock                | Mike               | El Trece             |          |
| 2005 | 1/2 falta                   | Lisandro           | El Trece             |          |
| 2006 | Amas de casa desesperadas   | Juan               | El Trece             |          |
| 2007 | Son de Fierro               | Bruno              | El Trece             |          |
| 2007 | Patito feo                  | Nicolás            | El Trece             |          |
| 2008 | Atracción x4                | Francisco Milhojas | El Trece             |          |
| 2009 | Atracción x4 en Dream Beach | Francisco Milhojas | El Trece             |          |
| 2009 | Botineras                   | Walter Vázquez     | Telefe               |          |
| 2010 | Terra ribelle               | Andrea Cristofani  | RAI 1                |          |
| 2011 | Violetta                    | Alfredo Germont    | RAI 1                | Telefilm |
| 2012 | La chartreuse de Parme      | Fabrizio Del Dongo | RAI 1                | Telefilm |
| 2012 | Terra ribelle 2             | Andrea Cristofani  | RAI 1                |          |
| 2013 | Mi amor, mi amor            | Benjamín           | Telefe               |          |
| 2014 | Bienvenidos al Lolita       | Jota               | Antena 3             |          |